# Teddy Purcell
Pour les articles homonymes, voir Purcell.
Edward Purcell, dit Teddy Purcell, (né le 8 septembre 1985 à Saint-Jean de Terre-Neuve, province de Terre-Neuve-et-Labrador au Canada) est un joueur professionnel canadien de hockey sur glace. Il évolue au poste d'ailier.

## Biographie

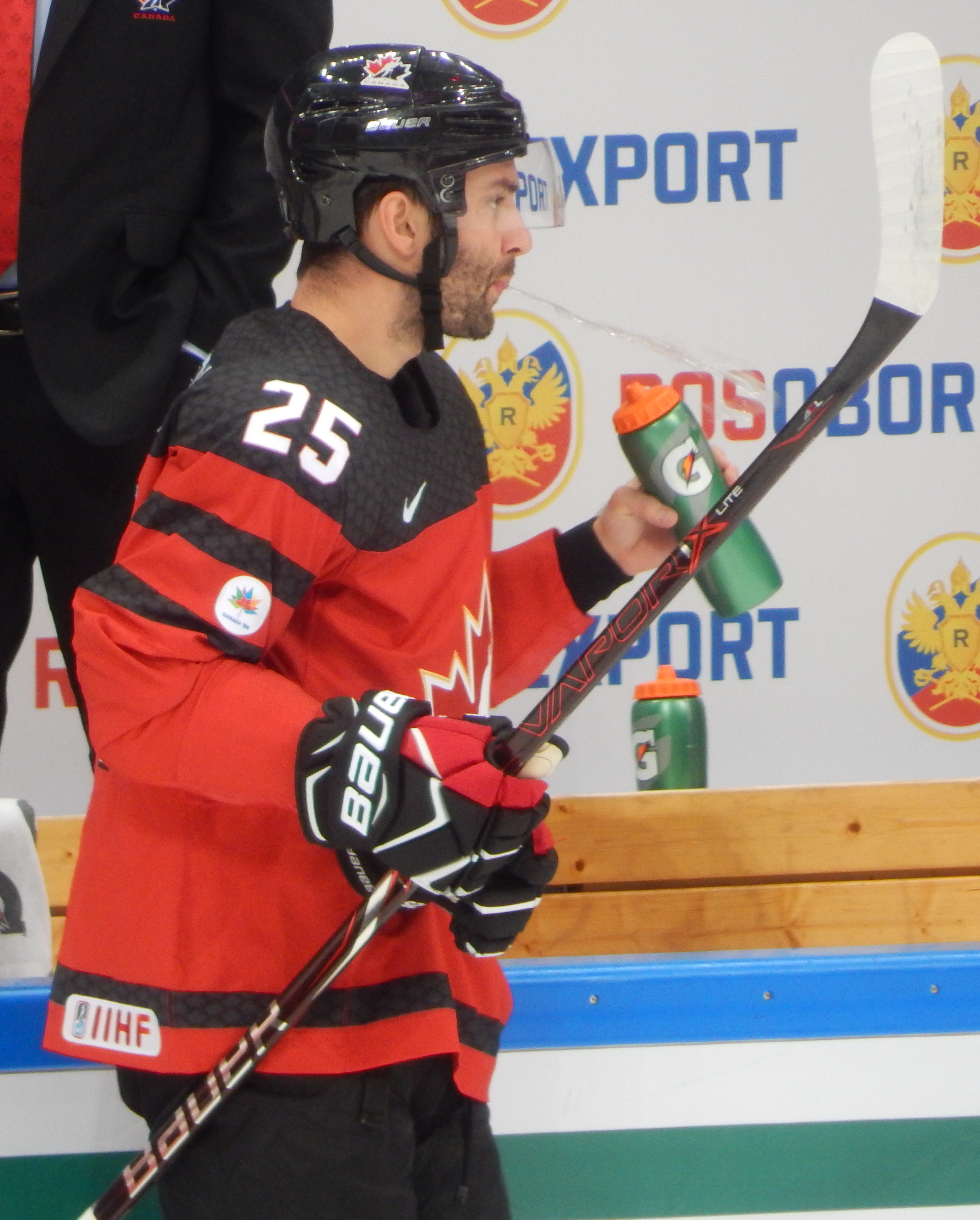

Purcell part aux États-Unis pour étudier et jouer au hockey à l'Académie de Lake Forest, une école privée située au nord de Chicago dans l'Illinois. En 2003, il rejoint les Hounds de Notre Dame dans la Ligue de hockey junior de la Saskatchewan puis passe deux saisons aux RoughRiders de Cedar Rapids dans l'USHL. Les RoughRiders remportent la Coupe Clarke du vainqueur des séries éliminatoires de l'USHL en 2005. Il passe ensuite une saison dans le championnat NCAA avec les Black Bears du Maine. 
Il passe professionnel avec les Monarchs de Manchester de la Ligue américaine de hockey en 2007. Le 15 janvier 2008, il joue son premier match avec les Kings de Los Angeles dans la Ligue nationale de hockey chez les Oilers d'Edmonton. Il marque son premier but le 15 février 2008 contre les Flames de Calgary et leur gardien Miikka Kiprusoff. 
Le 3 mars 2010, il est échangé avec un choix de troisième tour au repêchage d'entrée dans la LNH 2010 au Lightning de Tampa Bay en retour de Jeff Halpern. Il marque son premier coup du chapeau dans la LNH face aux Coyotes de Phoenix le 23 février 2011. Il signe un contrat de deux saisons d'un montant de 4.75 millions de dollars avec le Lightning le 20 juillet 2011, quelques jours avant son arbitrage. 
Il représente le Canada au niveau international. Il est convoqué pour son premier championnat du monde senior en 2012.
Le 27 février 2016, il est échangé aux Panthers de la Floride contre un choix de troisième ronde.

## Trophées et honneurs personnels

### USHL
- 2005-2006 : termine meilleur passeur.

### Hockey East
- 2006-2007 : nommé recrue de la saison.
- 2006-2007 : nommé dans l'équipe des recrues.

### Ligue américaine de hockey
- 2007-2008 : participe au Match des étoiles avec l'équipe Canada (trois buts).
- 2007-2008 : nommé meilleur joueur du Match des étoiles.
- 2007-2008 : remporte le trophée Dudley-« Red »-Garrett.
- 2008-2009 : participe au Match des étoiles avec l'équipe Canada (cinq assistances).

## Statistiques

### En club
| Saison     | Équipe                      | Ligue       |     | Saison régulière | Saison régulière | Saison régulière | Saison régulière | Saison régulière |   | Séries éliminatoires | Séries éliminatoires | Séries éliminatoires | Séries éliminatoires | Séries éliminatoires |
| Saison     | Équipe                      | Ligue       | PJ  | B                | A                | Pts              | Pun              | PJ               | B | A                    | Pts                  | Pun                  |                      |                      |
| 2003-2004  | Hounds de Notre Dame        | LHJS        | 51  | 21               | 25               | 46               | 8                | -                | - | -                    | -                    | -                    |                      |                      |
| 2004-2005  | RoughRiders de Cedar Rapids | USHL        | 58  | 20               | 47               | 67               | 22               | 11               | 5 | 9                    | 14                   | 4                    |                      |                      |
| 2005-2006  | RoughRiders de Cedar Rapids | USHL        | 55  | 19               | 52               | 71               | 14               | 8                | 3 | 8                    | 11                   | 4                    |                      |                      |
| 2006-2007  | Black Bears du Maine        | Hockey East | 40  | 16               | 27               | 43               | 34               | -                | - | -                    | -                    | -                    |                      |                      |
| 2007-2008  | Monarchs de Manchester      | LAH         | 67  | 25               | 58               | 83               | 34               | 4                | 0 | 3                    | 3                    | 0                    |                      |                      |
| 2007-2008  | Kings de Los Angeles        | LNH         | 10  | 1                | 2                | 3                | 0                | -                | - | -                    | -                    | -                    |                      |                      |
| 2008-2009  | Monarchs de Manchester      | LAH         | 38  | 16               | 22               | 38               | 12               | -                | - | -                    | -                    | -                    |                      |                      |
| 2008-2009  | Kings de Los Angeles        | LNH         | 40  | 4                | 12               | 16               | 4                | -                | - | -                    | -                    | -                    |                      |                      |
| 2009-2010  | Kings de Los Angeles        | LNH         | 41  | 3                | 3                | 6                | 4                | -                | - | -                    | -                    | -                    |                      |                      |
| 2009-2010  | Lightning de Tampa Bay      | LNH         | 19  | 3                | 6                | 9                | 6                | -                | - | -                    | -                    | -                    |                      |                      |
| 2010-2011  | Lightning de Tampa Bay      | LNH         | 81  | 17               | 34               | 51               | 10               | 18               | 6 | 11                   | 17                   | 2                    |                      |                      |
| 2011-2012  | Lightning de Tampa Bay      | LNH         | 81  | 24               | 41               | 65               | 16               | -                | - | -                    | -                    | -                    |                      |                      |
| 2012-2013  | Lightning de Tampa Bay      | LNH         | 48  | 11               | 25               | 36               | 12               | -                | - | -                    | -                    | -                    |                      |                      |
| 2013-2014  | Lightning de Tampa Bay      | LNH         | 81  | 12               | 30               | 42               | 14               | 4                | 1 | 0                    | 1                    | 0                    |                      |                      |
| 2014-2015  | Oilers d'Edmonton           | LNH         | 82  | 12               | 22               | 34               | 24               | -                | - | -                    | -                    | -                    |                      |                      |
| 2015-2016  | Oilers d'Edmonton           | LNH         | 61  | 11               | 21               | 32               | 10               | -                | - | -                    | -                    | -                    |                      |                      |
| 2015-2016  | Panthers de la Floride      | LNH         | 15  | 3                | 8                | 11               | 2                | 6                | 2 | 0                    | 2                    | 0                    |                      |                      |
| 2016-2017  | Kings de Los Angeles        | LNH         | 12  | 0                | 2                | 2                | 0                | -                | - | -                    | -                    | -                    |                      |                      |
| 2016-2017  | Reign d'Ontario             | LAH         | 38  | 10               | 28               | 38               | 2                | 5                | 0 | 2                    | 2                    | 2                    |                      |                      |
| 2017-2018  | Avangard Omsk               | KHL         | 21  | 3                | 9                | 12               | 4                | 7                | 1 | 4                    | 5                    | 4                    |                      |                      |
| Totaux LNH | Totaux LNH                  | Totaux LNH  | 571 | 101              | 206              | 307              | 102              | 28               | 9 | 11                   | 20                   | 2                    |                      |                      |

### En équipe nationale
| Année | Compétition          |   | PJ | B | A | Pts | Pun | +/-      |  | Résultat |
| 2012  | Championnat du monde | 8 | 1  | 1 | 2 | 0   | +1  | 5e place |  |          |